# C/1847 C1 (Hind)
C/1847 C1 (Hind) ist ein Komet, der im Jahr 1847 mit dem bloßen Auge gesehen werden konnte. Er wird weniger aufgrund seiner Helligkeit am Nachthimmel als wegen seiner teleskopischen Sichtbarkeit am Taghimmel von einigen zu den „Großen Kometen“ gezählt.

## Entdeckung und Beobachtung
Der Komet wurde am Abend des 6. Februar 1847 von John Russell Hind in London entdeckt, als er noch ein sehr schwaches Objekt darstellte. Die Entdeckungsmeldung erreichte jedoch die anderen Observatorien nur verzögert, so dass Hind für über zwei Wochen der einzige Beobachter des Kometen blieb. Ende des Monats wurde er am Abend und auch am Morgen neben Hind auch von Johann Friedrich Julius Schmidt
in Bonn und Carl Rümker in Hamburg beobachtet.
Der Komet näherte sich weiter Sonne und Erde, er konnte ab Anfang März auch mit dem bloßen Auge beobachtet werden und begann einen ständig wachsenden Schweif auszubilden. Am Abend des 4. März (Ortszeit) gab es noch eine unabhängige Entdeckung durch George Phillips Bond in Massachusetts. Bis Mitte des Monats war die Helligkeit auf etwa 4 mag und die Schweiflänge auf etwa 4–5° angewachsen. Gegen Ende März näherte sich der Komet immer mehr der Sonne und konnte daher für einige Tage nicht mehr beobachtet werden. Am 30. März gegen 0:20 Uhr UT ging der Komet von der Erde aus gesehen in nur 0,8° Distanz an der Sonne vorbei und begann sich dann wieder davon zu entfernen.
Hind konnte den Kometen aber bereits am Mittag des 30. März mit einem Teleskop und einem Dämpfungsfilter am Taghimmel wiederfinden, bis zum Abend des Tages hatte sich der Komet knapp 2,5° von der Sonne entfernt, kehrte dann seine scheinbare Bewegungsrichtung um und bewegte sich wieder darauf zu. Am 31. März gegen 23:00 Uhr UT ging er ein zweites Mal von der Erde aus gesehen in nur 0,7° Distanz an der Sonne vorbei. Der Komet wurde damit zum ersten Tageslichtkometen, der nur mit optischen Hilfsmitteln beobachtet wurde.
Der Komet entfernte sich danach von der Erde aus gesehen nur langsam von der Sonne und wurde erst am 22. April durch Johann Gottfried Galle in Berlin in der Abenddämmerung wieder aufgefunden, zwei Tage später erfolgten bereits die letzten Beobachtungen durch Galle und Andrew Graham in Irland.
Der Komet erreichte eine maximale Helligkeit während seiner Erscheinung am Taghimmel von vielleicht −4 mag.

## Wissenschaftliche Auswertung
Die erste Berechnung einer parabolischen Umlaufbahn erfolgte durch Hind bereits kurz nach seiner Entdeckung, aber er entschuldigte sich für die „gänzlich fehlerhafte“ Bahn einige Wochen danach. Bessere Berechnungen folgten kurz darauf in großer Zahl, die erste elliptische Bahn wurde von Yvon Villarceau berechnet. Karl Hornstein bestimmte mehrfach immer wieder verbesserte Bahnelemente, seine letzte Berechnung von 1871 ergab eine Umlaufzeit von über 10.000 Jahren.

## Umlaufbahn
Für den Kometen konnte aus 160 Beobachtungen über 77 Tage durch Hornstein nur eine unsichere elliptische Umlaufbahn bestimmt werden, die um rund 49° gegen die Ekliptik geneigt ist. Seine Bahn steht damit schräg gestellt zu den Bahnebenen der Planeten. Im sonnennächsten Punkt der Bahn (Perihel), den der Komet am 30. März 1847 durchlaufen hat, befand er sich mit etwa 6,37 Mio. km Sonnenabstand nur ca. 8 Sonnenradien über deren Oberfläche. Bereits am 23. März hatte er mit etwa 125,2 Mio. km (0,84 AE) Abstand seine größte Annäherung an die Erde erreicht. Am 25. März ging der Komet in etwa 33,4 Mio. km Abstand am Merkur vorbei, schließlich passierte er am 8. April noch die Venus in etwa 75,4 Mio. km Abstand.
Nach den Bahnelementen von Hornstein und ohne Berücksichtigung nicht-gravitativer Kräfte auf den Kometen hatte seine Bahn einige Zeit vor der Passage des inneren Sonnensystems eine Exzentrizität von etwa 0,99989 und eine Große Halbachse von etwa 405 AE, so dass seine Umlaufzeit bei etwa 8150 Jahren lag. Durch die Anziehungskraft der Planeten, insbesondere durch zwei relativ nahe Vorbeigänge am Jupiter im Dezember 1846 in etwa 4 ⅓ AE und im August 1847 in etwa 3 ¾ AE Abstand, wurde seine Bahnexzentrizität nicht verändert, aber seine Große Halbachse auf etwa 372 AE verringert, so dass sich seine Umlaufzeit auf etwa 7200 Jahre verkürzt. In Anbetracht der relativ unsicheren Bahnparameter sind alle angegebenen Daten nur als ungefähre Werte zu betrachten.